# Malelingue
Malelingue è il quindicesimo ed ultimo album di Ivan Graziani pubblicato nel 1994.

## Tracce
1. Maledette malelingue – 3:54
2. Poppe poppe poppe – 4:51
3. Avrò bisogno ancora di te – 3:40
4. Il topo (signore delle fogne) – 4:15
5. Voglio un mondo minorenne – 3:50
6. Sempre dritto in mezzo al cuore sparerò – 4:00
7. La bella Gina – 3:21
8. Le mani di Giulia – 3:41
9. L'orsacchiotto Sughy Pooh – 3:23

## Il video
Nel video di Maledette Malelingue comparve una giovane quanto sconosciuta Violante Placido nel ruolo della protagonista.

## Formazione
- Ivan Graziani – voce, cori, tastiera, basso, chitarra
- Beppe Pippi – basso
- Riccardo Poto – programmazione
- Lele Melotti – batteria
- Derek Wilson – batteria